# Niflheim
Ne pas confondre avec Niflhel, le « Hel sombre » qui est l'une des parties du royaume des morts de la même mythologie
Niflheim — également nommé Niflheimr, Neiflheim, Niflheimur, Nibelheim ou Nebelheim (« monde de la brume » ou « monde de l'obscurité ») — est un monde glacial dans la mythologie nordique. Il est situé au nord, sous la troisième racine d'Yggdrasil.
Niflheim n'est nommé dans aucun des anciens poèmes mythologiques. Il est en revanche évoqué à plusieurs reprises dans l’Edda (Gylfaginning) par Snorri Sturluson, qui a peut-être inventé le nom.
Niflheim existait bien avant la création du monde. En son centre se trouve la source Hvergelmir, d'où jaillissent les rivières Élivágar. La rencontre du froid de Niflheim et de la chaleur de Muspellheim au-dessus de Ginnungagap est à l'origine de l'apparition du géant Ymir et de la naissance du monde.
Toujours selon Snorri, Niflheim est aussi l'équivalent de Hel, où règne la déesse du même nom. Odin l'y aurait en effet précipité, lui donnant le pouvoir de régner sur ceux qui meurent de maladie ou de vieillesse. Elle y possède la résidence nommée Éljúdnir.
Niflheim est parfois confondu avec Niflhel. Ainsi, lorsqu'ils évoquent comment Thor tua le géant maître bâtisseur d'Asgard (Gylfaginning, 42), deux des quatre principaux manuscrits de l’Edda de Snorri portent qu'il l'envoya « au-dessous de Niflheim », les deux autres « au-dessous de Niflhel ».

## Dans la culture moderne

### Film
- Niflheim est mentionné dans Thor et peut être aperçu dans Thor : Le monde des ténèbres.
- Niflheim est aussi mentionné dans la série The Last Kingdom.
- Niflheim est également cité dans Dragons saison 2, épisode 2.
- Niflheim est une planète inhabitable, sauf par les creepers ou rampants, dans Mickey 17 de Bong Joon-ho.

### Littérature
- La série de livres Les secrets de l'immortel Nicolas Flamel de Michael Scott le mentionne brièvement.

C'est l'un des royaumes des ombres relié à Yggdrasil et  Ásgard, respectivement royaumes D'Hécate et d'Odin. C'est le royaume de Hel. 
- Niflheim est mentionné dans la série Le Jeu interdit de L.J Smith qui contient beaucoup de références au monde nordique ainsi qu'aux runes.

### Jeux vidéo
- Niflheim est l'une des zones mythiques du MMORPG Dark Age of Camelot, tout comme les huit autres mondes supportés par Yggdrasil (Asgard, Vanaheim, Alfheim, Midgard, Jotunheim, Nidavellir, Svartalfheim et Muspellheim).
- Niflheim est le super brave burst de Roi Raydn, unité du jeu Brave Frontier.
- Niflheim et la mythologie nordique, de façon plus générale, sont au centre de l'intrigue de Tomb Raider: Underworld.
- Nibelheim est aussi utilisée dans le jeu Final Fantasy VII et désigne une petite ville de montagne, qui est aussi la ville d'origine du personnage principal Cloud.
- Dans Tales of Symphonia et dans Tales of Symphonia: Dawn of the New World, il désigne le monde des démons.
- Il existe un royaume des morts qui s'appelle Niflheim dans le jeu MMORPG Ragnarök Online et n'est accessible qu'en passant par Yggdrasil.
- Dans le jeu Magicka (jeu dans lequel il y a beaucoup de référence a la mythologie nordique) le huitième niveau se passe dans le monde Niflheim. La première moitié de ce niveau se passe dans l'ombre et la brume comme dans le monde de la mythologie nordique.
- Dans les jeux de rythme Cytus et Deemo, Niflheimr est un morceau jouable composé par Ishiwata Yusuke (sous le pseudonyme xi).
- Dans le jeu Final Fantasy XV, Niflheim est le nom de l'empire hostile au Royaume de Lucis.
- Dans Fire Emblem Heroes, qui s'appuie sur les mondes de la mythologie nordique, Nifl est le nom du royaume des glaces au cœur du scénario du livre II, et de sa déesse fondatrice.
- Dans le jeu God of War, paru en 2018, le royaume de Niflheim est au cœur d'une intrigue concernant Ivaldi, un forgeron légendaire. Kratos et son fils, Atreus, devront traverser le brouillard mortel du Niflheim pour mettre la main sur les précieuses ressources du royaume.
- Niflheim est une zone présente dans le jeu Apsulov - End Of Gods.
- Niflheim est également l'endroit où sont envoyés les membres de l'Ordre des Anciens après leur mort dans Assassin's Creed Valhalla.
- Dans le jeu God of War: Ragnarök le royaume de Niflheim est de nouveau accessible.

### Musique
- Le groupe de metal progressif français Adagio a intitulé le dernier titre de son album Underworld (2003) Niflheim. C'est également le nom d'un groupe de folk metal de région parisienne créé en 2003.
- Le groupe de black metal originaire du Québec Gris s'appelait également Niflheim avant de changer de nom.
- Le groupe de viking metal islandais Skálmöld y fait référence dans la chanson Narfi de leur second album, Börn Loka.
- Le groupe Enslaved y fait aussi référence dans son titre Return To Yggdrasil.
- Le groupe Therion a intitulé un de ses titres, Niflheim, de l'album Secret of the Runes.
- Le groupe de death metal mélodique Amon Amarth y fait référence dans la chanson Tattered banners and bloody flags.
- Le rappeur Django fait référence au Niflheim à la fin de son titre Fantôme.